# Насрулла ибн Ибадулла
Насрулла́ ибн Ибадулла́, также распространён вариант написания его имени как Насрулла́х ибн Ибадулла́х, имя при рождении Насрулла́ Ибадулла́ев — туркменистанский религиозный (исламский), общественный и научный деятель узбекского происхождения, шейх. Верховный муфтий Туркменистана в 1991—2003 годах, один из известных богословов этой страны.

## Биография
Родился 10 декабря 1947 года в кишлаке Джамли-Кала, входящем в Ташаузский район (ныне — Шабатский этрап, Дашогузский велаят). По национальности узбек. Был из религиозной семьи. Получил начальное религиозное образование у отца и других родственников, в том числе с юности подпольно изучал Коран и арабский язык у соответственно подпольных в то время исламский учителей.
После окончания средней школы учился на пчеловода. В 1966—1969 годах служил в рядах советской армии в Украинской ССР.
Окончил расположенный в Бухаре (Узбекская ССР) медресе Мири Араб — в то время формально единственное высшее исламское учебное заведение во всём СССР. После окончания бухарского медресе, как талантливый выпускник был отправлен наряду с другими молодыми улемами на учёбу заграницу (за счёт пожертвований прихожан). Окончил сначала шариатский факультет Университета Дамаска (Сирия), затем учился в Университете Аль-Азхар в Каире (Египет). Работал в Ташкенте в Духовном управлении мусульман Средней Азии и Казахстана, а также сотрудником в ташкентском медресе Баракхана, затем преподавателем в медресе Мири Араб в Бухаре. Позднее перешёл на работу в туркменский казият (отдел) Духовного управления мусульман Средней Азии и Казахстана, работая в Ташаузе (сейчас Дашогуз) и Ашхабаде (сейчас Ашгабат).
После независимости Туркменистана 27 октября 1991 года и образования соответственно самостоятельного Муфтията Туркменистана (управления мусульман), Насрулла ибн Ибадулла в 44-летнем возрасте был избран первым в истории независимого Туркменистана Верховным муфтием Туркменистана и главой Муфтията Туркменистана, будучи этническим узбеком. Также являлся заместителем председателя Совета по делам религий при Президенте Туркменистана. Являлся верховным муфтием страны и главой муфтията вплоть до января 2003 года, в течение 12 лет.
Насрулла ибн Ибадулла в декабре 2002 года был обвинён туркменскими властями и силовиками в причастности к покушению на президента Сапармурата Ниязова и участии в неудачной попытке государственного переворота, которые произошли 25 ноября того же года. Пытался бежать из страны в соседний Узбекистан, где жили часть его родственников, но был захвачен туркменскими силовиками. Был арестован и временно отстранён от обязанностей до завершения расследований. Не ожидая завершения расследования, президент Сапармурат Ниязов (Сапармурат Туркменбаши) 7 или 8 января отправил его в отставку с поста верховного муфтия и главы муфтията, минуя законные процедуры через муфтият, а вместо него был «избран» лояльный властям Какагельды Вепаев (этнический туркмен). 2 марта 2004 года был признан виновным в «антигосударственной и террористической деятельности», в «участии в антигосударственном мятеже и попытке государственного переворота», в «вероломном покушении на уважаемого президента» и приговорён к 22 годам лишения свободы, с отбыванием первых пяти лет в колонии строгого режима. Содержался в специальной тюрьме для политзаключённых «Овадан-Депе», отличающаяся нечеловеческими и чрезвычайно жёсткими условиями. Существует версия, согласно которой причиной увольнения муфтия и последующих репрессий обрушившихся на него является его несогласие с решением президента Сапармурата Ниязова расписать цитатами из написанной им книги «Рухнама» стены построенной в Ашхабаде новой мечети. Также, по данным «Международной амнистии», муфтий выступал против возвращения смертной казни, которую предлагалось вернуть в Туркмении после покушения на Ниязова.
После ареста и последовавшего вынесения приговора бывшему верховному муфтию Насрулле ибн Ибадулле, все его члены семьи и другие родственники лишились работы, вдобавок оказавшись под жестким давлением и контролем властей и силовиков. По данным правозащитного центра «Мемориал», осуждение Насруллы ибн Ибадуллы было частью проводимой режимом Ниязова политики «туркменизации».
Сообщалось, что после смерти Сапармурата Ниязова в декабре 2006 года он был переведён в колонию-поселение, а в августе 2007 года отбывающий наказание Насрулла ибн Ибадулла якобы был помилован и освобождён пришедшим к власти почти год назад президентом Гурбангулы Бердымухамедовым. Таким образом, он провёл в тюрьме не менее пяти лет. О его дальнейшей судьбе после якобы помилования нет достоверных и открытых данных.
Был женат, есть дети. Владел узбекским, туркменским, арабским, персидским и русским языками.